# Катастрофа на „Мил Ми-8“ на „Парамаунт Еърлайнс“ през 2007 г.
На 3 юни 2007 г. вертолет „Мил Ми-8“ изпълнява чартърен полет от Фрийтаун, до международното летище „Лунги“, Лунги, Сиера Леоне. На борда на машината пътуват тоголеански фенове, които се връщат от футболен квалификационен мач за Купата на африканските нации на националния си отбор срещу този на Сиера Леоне. Полетът е управляван от „Парамаунт Еърлайнс“ и е единственият начин да се стигне до летището от столицата Фрийтаун, защото са разделени от река Сиера Леоне, когато тя се влива в Атлантическия океан.
По време на опита за кацане в Лунги вертолетът се разбива и запалва, което причинява смъртта вероятно на всички 20 пътници и 2 членове на екипажа на борда на машината, въпреки че някои източници твърдят, че членовете на екипажа се спасяват. Сред загиналите са служители както на Министерството на спорта на Того, така и на Футболната федерация на Того, както и журналистката Олив Менза.
Министърът на транспорта и съобщенията на Сиера Леоне, д-р Принс Хардинг, както и двама висши авиационни служители в страната, губят работата си в резултат на катастрофата и е сформирана разследваща комисия. Според Би Би Си вертолетът е спрян от полети преди този инцидент, след като не преминава проверките за безопасност. „Парамаунт Еърлайнс“ е в списъка на африканските авиокомпании, на които е забранено да оперират в рамките на Европейския съюз поради опасения за безопасността.